# 藤原忠綱 (御堂流)
藤原 忠綱（ふじわら の ただつな）は、平安時代中期から後期にかけての貴族。藤原北家、関白・藤原頼通の五男。官位は正四位下・近江守。
頼通の正室・隆姫女王への配慮により、従兄に当たる大納言・藤原信家の養子とされる。近江守・春宮亮を歴任した。

## 官歴
- 時期不詳：但馬守[1]
- 治暦3年（1067年） 10月17日：従四位下[1]
- 延久4年（1072年） 日付不詳：常陸介[2]
- 永保元年（1081年） 10月7日：見近江守[3]
- 応徳元年（1084年） 日付不詳：卒去

## 系譜
『尊卑分脈』による。
- 父：藤原頼通
- 母：藤原祇子（藤原頼成の娘）
- 妻：藤原範永の娘
  - 男子：藤原長兼（?-1123）
  - 二男：藤原基兼（?-1104）[4]
- 生母不詳の子女
  - 男子：真覚